# Гроші вирішують все
«Гроші вирішують все» (Money Talks) — американська кримінальна комедія 1997 року режисера-дебютанта Бретта Ратнера з Крісом Такером і Чарлі Шином у головних ролях. «Гроші вирішують все» вийшов на екрани 22 серпня 1997 року і зібрав 48,4 мільйона доларів у прокаті при бюджеті виробництва в 25 мільйонів доларів. Загалом фільм отримав негативні відгуки критиків.

## Сюжет
Кумедна історія про те, як доля звела репортера-невдаху, та дрібного злодюжку, який всім винен, та віддати нічого.

## Акторський склад
- Кріс Такер — Франклін Моріс Гетчетт
- Чарлі Шин — Джеймс Рассел
- Гізер Локлір — Грейс Кіпріані
- Джерард Ісмаель — Реймонд Віллард
- Еліз Ніл — Пола
- Майкл Райт — Аарон
- Пол Сорвіно — Тоні (Ентоні) Кіпріані
- Ларрі Генкін — Роланд
- Пол Глісон — детектив Боббі Пікетт
- Деніел Робак — детектив Вільямс
- Френк Брюйнбрук — Дюбре
- Вероніка Картрайт — Конні Кіпріані
- Деміан Чапа — Кармін
- Файзон Лав — співкамерниця (лесбійка)
- Девід Ворнер — Барклі (бос Джеймса)

## Цікаві факти
Фільм «Гроші вирішують все» — це перша спільна робіта Бретта Ратнера і Кріса Такера, три наступні — серія комедійних бойовиків «Години пік» (1998, 2001, 2007).